# カンポ・デル・シエロ隕石
カンポ・デル・シエロ隕石（カンポ・デル・シエロいんせき、Campo del Cielo Meteorite）は、アルゼンチンのチャコ州で発見された隕石である。名前は、スペイン語で「空の草原」を意味する。
1576年には鉄を含むクレーターとして存在が認識されており、その後部分的に発見されていたが、1969年に総重量37,000kgの隕石が地中から発見された。この隕石は地上で発見されたものとしてはホバ隕石に次いで大きいもので、"el Chaco"と名付けられ、現在は現地の博物館に展示されている。これまでに発見された隕石の総重量は100tを超える。
鉄92.5％、ニッケル6.68％からなる鉄隕石のオクタヘドライトに分類される。隕石は直径約4mだったと考えられているが、落下時に砕けて最大115×91mのクレーターを形成した（これまでに約26個のクレーターが発見されている）。隕石の破片は近隣のサンティアゴ・デル・エステロ州を含む3×19kmの範囲に渡って散らばっており、最大では約60km先まで飛んだものもあった。
現在では、大きな破片が博物館で展示されるほかに、小さな破片が標本やアクセサリーとしても販売されている。

## スペイン総督による発見
1576年に、現地の住人から｢空からたくさんの鉄が落ちてきた｣という伝説を聞き、スペイン総監が現地へ調査隊を派遣し、いくつかの隕石を発見したとされる。